# Folinia
Folinia là một chi ốc biển nhỏ, là động vật thân mềm chân bụng sống ở biển trong họ Rissoidae.

## Các loài
Các loài trong chi Folinia gồm có:
- Folinia bermudezi (Aguayo & Rehder, 1936)[2]